# Veniamin (Kazanskij)
Svatý Veniamin (světským jménem: Vasilij Pavlovič Kazanskij; 17. dubnajul./ 29. dubna 1873greg., Nimenskij pogost – 13. srpna 1922, Petrohrad) byl biskup ruské pravoslavné církve, metropolita petrohradský a gdovský a mučedník.

## Život

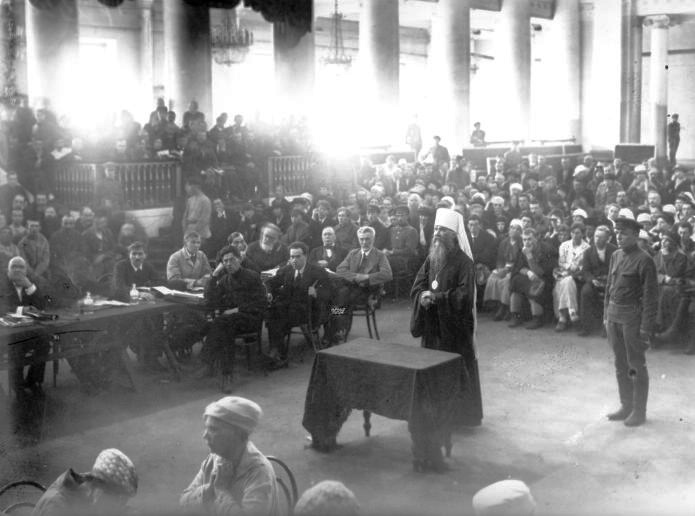
Metropolita Veniamin na soudu bolševiků

Narodil se 17. dubna 1873 v Nimenskim pogostě v rodině kněze Pavla Ioannoviče Kazanského.
Absolvoval Oloněcký duchovní seminář a roku 1893 začal studovat na Petrohradské duchovní akademii.
Dne 14. října 1895 byl postřižen na monacha a 21. listopadu byl vysvěcen na jerodiakona. Kněžské svěcení přijal 19. května 1897. Po vysvěcení se stal profesorem biblistiky na Rižském duchovním semináři. Poté působil jako inspektor Cholmského duchovního semináře a následně Petrohradského semináře. Roku 1902 se stal rektorem Samarského duchovního semináře a získal titul archimandrity. O tři roky později sloužil ve stejné pozici v Petrohradském semináři.
Roku 1910 byl jmenován biskupem gdovským a vikářem petrohradské eparchie. Biskupské svěcení přijal 24. ledna 1910 z rukou metropolity Antonija.
Dne 6. května 1911 byl vyznamenán Řádem sv. Vladimíra III. třídy a 14. května 1916 získal stejný řád II. třídy.
Jako biskup často sloužil v chrámech v nejodlehlejších a nejchudších předměstí hlavního města.
Dne 2. března 1917 se stal prvním vikářem eparchie a 24. května byl zvolen arcibiskupem. Dne 13. srpna 1917 získal titul metropolity. Dne 24. ledna 1918 zabavil Všeruský ústřední výkonný výbor církevní majetek. Metropolita si přál aby při zabavování cenností byli přítomni duchovní a předměty zvláštního významu pro věřící by mohly být nahrazeny podobnými. Úřad tento požadavek odmítl a to vyvolalo střet mezi věřícími a úřady.
Dne 1. června 1922 byl zatčen v otázce církevního majetku. Kromě něj bylo do případu zapojeno dalších 86 osob. Soud se konal od 10. června do 5. července 1922. Soud odsoudil deset obžalovaných (včetně metropolity) k smrti, z nichž šest bylo odsouzeno k trestu odnětí svobody.
Metropolita Veniamin byl zastřelen 13. srpna 1922 spolu s archimandritou Sergijem (Šeinem), právníkem Ivanem Kovšarovem a profesorem Jurijem Novickim.
Dne 5. dubna 1992 jej Ruská pravoslavná církev svatořečila jako mučedníka a byl zařazen mezi Sbor všech novomučedníků a vyznavačů ruských.

## Úcta
Jeho svátek je připomínán 13. srpna.